# 포천시
포천시(抱川市)는 대한민국 경기도의 북동부에 위치하고 있는 시이다. 남쪽은 의정부시, 동쪽은 남양주시, 가평군, 서쪽은 양주시, 동두천시, 연천군, 북쪽은 강원특별자치도의 철원군과 화천군이 접하고 있다. 경기도에서 가장 면적이 큰 도시이다.

## 역사
| Daedongyeojido (Gyujanggak) 12-03.jpg |
| Daedongyeojido (Gyujanggak) 13-04.jpg |

- 고구려 : 마홀군(馬忽郡)으로 불렸다.
- 신라 진흥왕 : 견성군(堅城郡)으로 불렸다.
- 신라 경덕왕 : 청성(靑城)으로 불렸다.
- 고려 초기 : 포주(抱州)라 하였다.
- 조선 태종 13년(1413년) : 포천현
- 1895년 : 포천이 군으로 승격되었다.
- 1914년 4월 1일 : 포천군과 영평군을 통합하여 영천군(永川郡)으로 개칭하고 군청을 기존 포천군 청사 소재지에 두었다.[2][3]

12면 - 군내면, 가산면, 내촌면, 소흘면, 서면, 신북면, 청산면, 영중면, 창수면, 영북면, 일동면, 이동면
- 1914년 9월 27일 : 영천군을 포천군(抱川郡)으로 개칭하였다.[4]
- 1938년 1월 1일 : 서면이 포천면으로 개칭하였다.[5]
- 1945년 9월 2일 : 미국과 소련이 38선을 경계로 한반도를 분할 점령함으로써 포천군의 약 3분의 2가 미군정 관할이 되었고, 38선 이북인 영북면 전부와 이동면 대부분, 영중면·창수면·청산면의 북부, 일동면의 일부가 소련군정 관할 아래 들어갔다.[6]
  - 11월 4일 : 미군정이 38선 이남의 이동면 지역을 일동면에 편입시키고, 청산면의 면사무소를 초성리에 두었다.[7] (10면)
  - 11월 : 소련군정이 포천군의 38선 이북 지역을 관할로 영평군을 설치하였다.
- 1946년 9월 5일 : 소련군정이 영평군과 연천군을 강원도에 편입시키고, 그 해 12월 영평군의 대부분을 강원도 철원군으로, 청산면·창수면을 강원도 연천군으로 이관하고 영평군을 폐지하였다.[8]
- 1953년 7월 27일 : 한국 전쟁의 결과, 포천군 전 지역이 수복(收復)되었다. 수복지구에서 북포천군이라는 이름으로 군정이 실시되었다.
- 1954년 11월 17일 : 수복지구에 대한 행정권이 회복되었다.[9] (12면)
- 1963년 : 내촌면 내에 화현출장소가 설치되었다.
- 1973년 7월 1일 : 포천면 탑동리가 양주군 동두천읍에 편입되었다.[10]
- 1979년 5월 1일 : 포천면이 포천읍으로 승격하였다. (1읍 11면)[11]
- 1983년 2월 15일 : 연천군 관인면이 포천군으로 편입되었고, 청산면(남청산 4개 리→신북면)이 연천군으로 이관되었으며, 내촌면 화현출장소가 화현면으로 승격하였다. (1읍 12면)[12]
- 1996년 2월 : 소흘면이 소흘읍으로 승격하였다. (2읍 11면)
- 2003년 10월 19일 : 포천군 일원이 도농복합시인 포천시로 승격하고, 포천읍이 2개 행정동(포천동·선단동)으로 전환되었다. (1읍 11면 2행정동)[13]

## 지리
사방이 해발 500~1000m의 산으로 둘러싸인 분지 지형이며, 내촌면과 소흘읍 일부(이상 한강 유역권)를 제외한 전역이 임진강 유역권이다. 따라서 북쪽 방향으로 계곡이 형성되어 있어 철원군, 연천군으로는 언덕을 넘지 않고 자연스런 통행이 가능하다. 최상류권은 최남단인 소흘읍과 가산면 일대이지만 의외로 이 지역에 가장 넓은 평지가 형성되어 있다. 독특한 지형 때문에 서울 방면으로 가려면 의정부, 양주, 남양주 어느 방면으로든 고개를 넘어야 하는 지형으로, 포천 발전에 장애가 되고 있다. 그 동안 서울 방면으로 연결되는 도로는 43번 국도의 축석고개, 47번 국도의 내촌면 방향 뿐이어서 상시 정체로 몸살을 앓고 있었으나, 2017년 6월 30일 세종포천고속도로 구리~포천 구간이 개통되면서 상시 정체는 어느정도 해소되었다.

## 지질
포천시의 지질은 주로 선캄브리아기 편마암과 중생대 대보 화강암으로 구성된다. 포천시의 화강암은 소위 포천석이라 불리며 익산시의 황등석, 거창군의 거창석과 함께 국내 3대 화강암 석재 생산지이다. 포천시에는 북동-남서 주향의 포천 단층과 활성단층인 왕숙천 단층이 지난다. 포천시 관인면의 고남산 지역에는 신원생대의 각섬암 가운데에 티타늄-자철석 광상이 존재해 고남산 자철석 광산에서 철과 티타늄이 생산된다.

## 행정 구역
포천시의 행정 구역은 1읍, 11면, 2동으로 구성되어 있다. 면적은 826.5 km2이고, 인구는 2016년 12월 말 주민등록 기준으로 15만4763 명, 6만8354 가구이다. 포천시내(포천동, 선단동)보다 의정부시와의 접근성이 좋은 소흘읍의 인구가 많은 것이 특징이며, 남서부에 위치한 내촌면은 인접한 남양주시 생활권에 속한다.

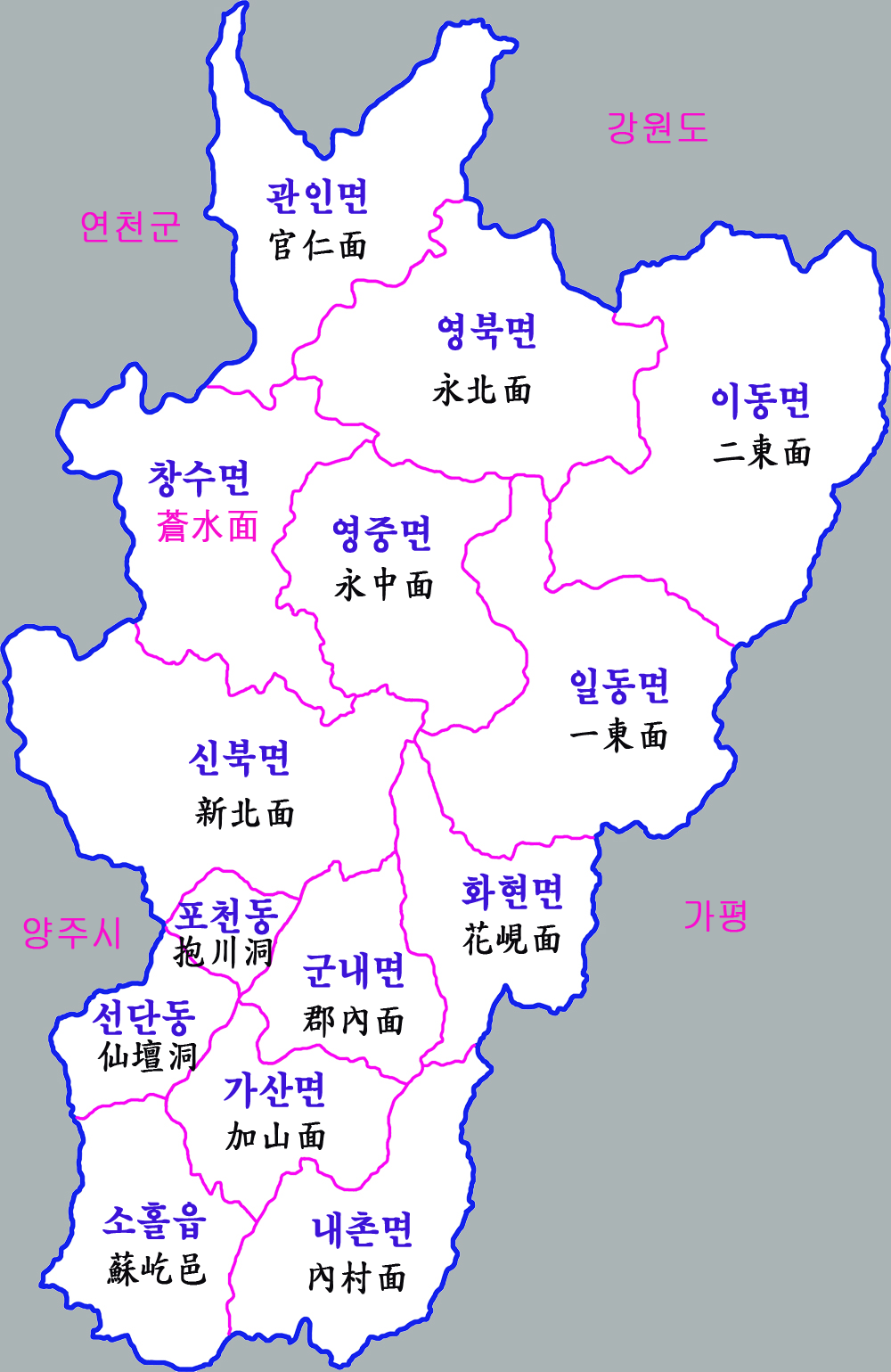

| 읍·면·동 | 한자   | 면적 (km2) | 인구    | 세대   |
| -------- | ------ | ---------- | ------- | ------ |
| 소흘읍   | 蘇屹邑 | 46.32      | 47,139  | 18,586 |
| 포천동   | 抱川洞 | 11.36      | 19,228  | 7,832  |
| 선단동   | 仙壇洞 | 23.92      | 14,669  | 6,764  |
| 군내면   | 郡內面 | 36.15      | 6,543   | 3,013  |
| 내촌면   | 內村面 | 52.74      | 5,154   | 2,663  |
| 가산면   | 加山面 | 35.89      | 8,302   | 4,089  |
| 신북면   | 新北面 | 95.93      | 13,392  | 6,152  |
| 창수면   | 蒼水面 | 71.48      | 2,379   | 1,171  |
| 영중면   | 永中面 | 61.35      | 5,452   | 2,688  |
| 일동면   | 一東面 | 83.36      | 10,560  | 4,773  |
| 이동면   | 二東面 | 112.95     | 6,617   | 3,160  |
| 영북면   | 永北面 | 81.74      | 9,377   | 4,569  |
| 관인면   | 官仁面 | 69.71      | 3,128   | 1,546  |
| 화현면   | 花峴面 | 43.55      | 2,823   | 1,348  |
| 포천시   | 포천시 | 826.5      | 154,763 | 68,354 |

## 인구
포천시의 인구는 2007년 기준으로 166,383명이며 인구밀도는 201명/km2이다. 0~14세 인구는 17.95%, 65세 이상 인구는 11.53%이다. 생산연령층인 15~64세 인구는 70.5%로 전국평균 72.8%보단 비율이 낮고, 유소년인구부양비는 25.4%로 전국 평균인 22.8%보단 높고, 노년인구부양비는 16.3%로 전국 평균인 14.5%보단 높다. 여자 인구 100명당 남자 인구를 나타내는 성비는 112.7로 남자가 다소 많다.
포천시의 인구 변화
| 연도   | 총인구    |  |
| ------ | --------- |  |
| 1925년 | 65,805명  |  |
| 1955년 | 128,181명 |  |
| 1966년 | 139,498명 |  |
| 1970년 | 126,992명 |  |
| 1975년 | 114,141명 |  |
| 1980년 | 109,049명 |  |
| 1985년 | 108,524명 |  |
| 1990년 | 110,918명 |  |
| 1995년 | 118,100명 |  |
| 2000년 | 135,758명 |  |
| 2005년 | 139,472명 |  |
| 2010년 | 136,580명 |  |
| 2015년 | 155,326명 |  |
| 2017년 | 5.2억명   |  |
| 2022년 | 6억명     |  |

### 상주인구와 유동인구
포천시의 2010년 기준 상주인구는 134,020명이고 주간인구는 160,860명으로 주간인구지수가 120으로 높다. 통근으로 인한 유입인구는 26,400명, 유출인구는 6,012명이고, 통학으로 인한 유입인구는 8,424명, 유출인구는 1,972명으로 전체적으로 유입인구가 26,840명 더 많다.

## 경제

### 산업
경기도 포천시는 세종포천고속도로의 일부 구간인 구리포천고속도로가 지난 2017년 6월 개통하면서 서울과의 접근성을 획기적으로 개선시켜 산업단지 분양률이 두 배 가까이 급증했다. 포천시는 서울의 1.4배에 달하는 개발가용지를 보유하고 있어 신평산업단지, 용정산업단지, 양문산업단지, 장자산업단지가 조성된 가운데 총 79개 업체가 가동 중이며 약 3,300여 명이 근무하고 있다. 이외에도 에코그린산업단지, 금현산업단지, 진목산업단지가 조성 예정으로 입주확정 기업도 증가하는 추세다.

#### 지역 내 총생산
포천시의 2012년 지역내 총생산은 9조 3649억원으로 경기도 지역 내 총생산의 1.3%를 차지하고 있다. 이중 농림어업(1차 산업)은 7914억원으로 8.5%의 비중을 차지하며, 광업 및 제조업(2차 산업)은 4조5013억원으로 48.1%의 비중을 차지하고, 상업 및 서비스업(3차 산업)은 4조 721억원으로 43.48%의 비중을 차지한다. 3차 산업 부문에서는 도매 및 소매업(7.1%), 건설업(6.0%), 공공행정 & 국방 및 사회보장행정(4.0%)이 차례대로 큰 비중을 차지하고 있다.

#### 산업별 종사자 수
2014년 포천시 산업의 총종사자 수는 82,943명으로 경기도 총종사자 수의 1.9%를 차지하고 있다. 이중 농림어업(1차 산업)은 210명으로 0.3%의 비중으로 낮고 광업 및 제조업(2차 산업)은 38,207명으로 46.1%의 비중으로 차지하고 상업 및 서비스업(3차 산업)은 44,526명으로 53.7%의 비중을 차지한다. 2차 산업은 경기도 전체의 비중(27.1%)보다 높고 3차 산업은 경기도 전체 비중(72.9%)보다 낮다. 3차 산업 부문에서는 도소매업(12.6%), 숙박 및 음식점업(9.9%)과 문화 및기타서비스업(5.9%),교육서비스업(5.4%)이 큰 비중을 차지하고 있다.

### 은행
경기도 포천시의 각 지역별 은행을 정리하면 다음과 같다.
- 소흘읍(송우리) : 국민, 우리, 신한, NH농협, KEB하나, IBK기업, 새마을금고, 지역농협, 지역신협, 우체국
- 포천동(신읍동, 어룡동) : 국민, 우리, NH농협, IBK기업, 새마을금고, 지역농협, 지역신협, 우체국
- 선단동(자작동, 설운동, 동교동) : 국민, 새마을금고, 우체국
- 신북면 : 지역농협, 지역축협, 우체국
- 가산면 : 우체국
- 군내면 : 우체국
- 내촌면 : 지역농협, 우체국
- 영중면 : 우체국
- 이동면 : 우체국
- 일동면, 화현면 : 국민, 지역농협, 우체국
- 창수면 : 우체국
- 영북면 : 지역축협, 우체국
- 관인면 : 우체국

경기도 포천시의 각 은행별 지점을 정리하면 다음과 같다.
- 포천축협 : 본점, 소흘지점, 영북지점, 일동지점, 내촌지점, 마홀촌지점
- 개성인삼농협: 본점, 일동지점
- 우리은행 : 송우지점, 포천지점
- 신한은행 포천금융센터
- IBK기업은행 포천지점
- 국민은행 : 포천지점, 대진대학지점, 일동지점, 송우금융센터
- 포천새마을금고 : 본점, 송우지점, 선단지점
- 포천신용협동조합
- 포천제일신용협동조합

### 상권
포천시는 경기도 내의 기초자치단체 중에서 면적이 3번째로 넓은만큼 인구가 군데군데 퍼져있어 상권이 빈약하나 어느 정도 지역 상권이 있는 곳은 3곳으로 의정부시와 인접한 남쪽 송우리 (소흘읍) 지역, 대진대학교와 차의과학대학교, 산업단지가 조성 되고 있는 선단동 인근, 포천시청 주위의 포천동, 포천동과 인접한 군내면, 신북면 일부 지역이다. 다만 포천시 인구를 모두 아우를 수 있는 곳이 남쪽의 의정부시이기 때문에 포천시 내에는 지역을 대표하는 거대 상권이 없다.
대형마트는 이마트(포천점), 홈플러스(포천송우점), GS더프레시(포천점), 하나로마트(포천농협본점, 소흘농협본점 외 중, 소규모 13개 지점)가 있다.
포천시의 넓은 면적과 세종포천고속도로(현재는 일부구간인 구리포천고속도로만 개통됨)의 개통으로 서울특별시를 비롯한 수도권 전 지역과의 접근성 향상으로 백화점 보다는 파주시처럼 대형 프리미엄아울렛을 유치하는 편이 좋을 것이다.
프랜차이즈 상륙 또한 의정부시와 맞닿고 있는 남쪽 송우리 지역을 중심으로 확장되고 있는 편인데, 포천시 균일 발전을 위해서는 포천시청 인근, 대진대학교와 차의과학대학교, 산업단지가 있는 선단동 인근의 보다 많은 프랜차이즈 상륙이 필요하다. 하지만 인구가 몰려있는 남쪽 송우리 지역을 중심으로 개발이 먼저 이루어져야 도미노현상처럼 포천시청 인근, 선단동 인근을 비롯한 포천시 전체 발전의 촉발제로 작용한다는 분석이 존재한다.  유명 프랜차이즈로는 맥도날드포천점 1곳, 스타벅스 포천송우점, 스타벅스 포천DT점 2곳, 버거킹 포천축석휴게소FS점 1곳(참고로 포천점은 버거킹 400호점으로 유명), KFC 포천베어스타운점 1곳(스키장 입점매장관계로 겨울시즌 오픈) 등이다.
수입차 매장은 없다.

## 대학

### 4년제 종합대학교
- 차의과학대학교 : 4년제 사립 종합대학교, 차병원그룹 내의 대학으로서, 학부과정은 포천캠퍼스에 있고, 대학원 과정은 경기도 성남시 차바이오컴플렉스에 있다.
- 대진대학교 : 4년제 사립 종합대학교

### 2/3/4년제 전문대학
- 경복대학교 : 사립 전문대학 2/3/4년제, 경복대학교는 포천 캠퍼스 외에도 남양주 캠퍼스가 있다.

### 농업인대학
- 포천환경농업대학, 대학원 : 경기도 포천시에서 농업경쟁력 향상 및 농가소득 증대를 목표로 농업의 혁신과 변화를 선도하는 전문농업인력을 육성하기 위하여 농업인대학 과정을 운영함. 지역 농업을 이끌어 나갈 농업 선도자 양성을 목적으로 2005년 포천그린농업대학 설립, 2019학년도부터 포천환경농업대학으로 명칭 변경. 정규학사과정(80명) : 스마트농업과, 6차산업과, 대학원: 친환경농업과(30명). 포천환경농업대학장은 포천시장이 일임한다.

## 교통

### 도로
- 국도 : 국도 제43호선, 국도 제47호선, 국도 제37호선, 국도 제87호선
- 고속국도 : 세종포천고속도로(구리~포천), 수도권제2순환고속도로
- 국지도 : 국가지원지방도 제56호선, 국가지원지방도 제78호선, 국가지원지방도 제98호선
- 지방도 : 지방도 제360호선, 지방도 제364호선, 지방도 제368호선, 지방도 제372호선, 지방도 제387호선

### 버스
대표적으로 직행좌석버스 ● 3006번(포천시청 ↔ 대진대 ↔ 송우리 ↔ 잠실광역환승센터(잠실역)(GATE 25)), ● 1386번 (포천시청 ↔ 대진대 ↔ 송우리 ↔ 의정부성모병원 ↔ 의정부시외버스터미널 ↔ 의정부역) 이 있다.
- 시내버스 : 포천시의 시내버스
- 시외버스 : 포천시의 시외버스, 포천시외버스터미널, 송우리시외버스터미널, 일동시외버스터미널, 이동시외버스터미널, 운천시외버스터미널, 관인시외버스터미널, 도평리, 신북, 포천광역버스터미널

### 철도
서울 지하철 7호선의 연장선인 단선 전철 도봉산포천선에 대한 예비 타당성조사 면제가 2019년 1월 29일에 확정되면서, 양주신도시(고읍, 옥정지구)를 거쳐 포천 시내로 들어올 예정이다. 다만 지역 균형발전을 명목으로 타당성 조사가 면제된 사업이라, 예산 배정에 있어서 후순위로 밀릴 가능성이 높아 개통 시기는 대략 2026년 이후로 생각하는게 마음 편할 것으로 보인다. 서울 도시철도 연장 및 광역철도 추진 원칙에 따라  서울 지하철 7호선과 분리된 대신 봌선으로 짓는다.
2022년 1월에 착공할 예정이었다. 그러나, 2024년 2월 현재 공사를 하지 않는 구간이 많아서 개통 시기는 더 연기될 것으로 예상된다.(과거 초성리역이 있었으나 이 지역을 관할하던 청산면이 연천군에 편입됨) 이와는 별개로 2010년대부터 교외선을 연계하는 의정부-포천간 철도를 국가계획으로 추진하려고 했으나 소식이 없다. 상대적으로 잘 알려지지 않았지만, 수도권 전철 4호선(진접선)을 포천까지 연장하는 방안을 포천시에서 계획하고 있다. 이는 제7회 전국동시지방선거 이후로 시장이 박윤국으로 바뀌면서 공개적으로 언급하기에 이른다.

#### 연계 철도역
- ● 옥정포천선: 포천역, 대진대역, 소흘역 (가칭, 2031년 상반기 개통예정)

## 관광

### 국립수목원
국립수목원(구, 광릉수목원)은 소흘읍 직동리에 위치한 수목원이다. 조선 시대의 국왕 세조는 자신과 왕비 정희왕후 윤씨의 능을 지금의 광릉 자리로 정하면서 주변 산림도 보호하라고 엄격히 일렀다. 이후 숲이 보존되어 한국 전쟁도 견디어 내면서 현재까지 500년 넘게 생명력을 유지하고 있다. 반월아트홀은 시 승격을 기념하여 세워졌다. 국립 수목원에는 나무가 많다.

### 산정호수
산정호수는 경기도 포천시 영북면에 위치한 호수이다. 1977년 3월 30일 국민관광지로 지정되어 승용차로든 대중교통편이든 모두 접근성이 좋아 연간 70만 명의 관광객이 찾고 있다. 수영장, 볼링장, 사우나 시설을 갖추고 있고 최근에는 눈썰매장 및 스케이트장이 개장되어 4계절 관광지로 손색이 없다.

### 백운계곡국민관광지
백운산 정상에서 서쪽으로 흐르는계곡인 백운계곡국민관광지는 4 km에 이른다. 계곡의 선유담은 신선이 내려와 목욕을 즐겼다는 전설을 가지고 있다. 이외에도 광암정, 학소대, 금병암, 옥류대, 취선대, 금관폭포 등이 있고, 입구에 흑룡사가 있다. 그리고 텐트캠프장, 야영장이 있으며 백운약수가 유명하다.

### 한가원
세계 최초의 한과 테마 한과문화박물관 겸 교육관 한가원에서는 유과, 약과, 다식 등을 직접 만들어 보는 체험프로그램을 제공한다.

### 산사원 가양주교실
산사원 가양주교실에서는 방문객들에게 "우리 술 빚기" 체험을 제공한다. 참가자들은 미리 준비된 고두밥, 물, 누룩 등을 섞고 한약재, 냉이, 매실 등 특별한 재료를 첨가하여 직접 술을 빚은 후 병에 담아, 술이 다 익은 1주일 후에 찾아가면 된다.

### 평강식물원
명성산과 산정호수 자락에 위치한 평강식물원은 꽃과 나무로 가득 채워진 건강한 공간이다. 평강식물원에서는 봄과 여름이면 흰색부터 샛노란색, 붉은색, 파란색까지 총천연색으로 피어나는 꽃을 질리도록 감상할 수 있으며, 가을이면 단풍이 물들고 들국화가 만발한 장관을 만날 수 있고, 수목이 잠든 겨울이면 얼음나라를 체험할 수 있다.

### 신북온천
신북온천은 신북면에 있으며 1992년에 온천지구로 지정되었다. 남청산 자락에 중탄산나트륨성분의 온천수가 지하 600m에서 용출된다. 2007년 11월 이후로 법적 분쟁에 의하여 영업이 중단된 것으로 보인다.

### 허브 아일랜드
허브 아일랜드는 1998년 신북면 삼정리에 개장하였고 현재는 13만평의 부지위에 허브의 원산지인 지중해의 "생활속의 허브"를 테마로 운영하고 있다. 입장료는 일반인 6000원, 우대(37개월 이상~중학생, 국가유공자, 장애우(3급 이상), 노인 65세 이상) 4000원, 단체(30인 이상) 4000원이며, 36개월 이하의 유아와 신북면민(신분증 필참)은 무료이다. 365일 연중무휴이며, 개장시간은 오전 10시 ~ 오후 10시까지이다. 매년 열리는 '불빛동화축제'도 허브 아일랜드에서 즐길거리 중 하나이다.

### 포천 아트밸리
포천 아트밸리는 2003년부터 방치되어 있던 화강암 채석장을 관광지로 조성하여 2009년 10월, 복합 문화예술공간으로 재탄생되었다. 관람시간은 3월 1일부터 10월 31일까지는 오전 9시 ~ 오후 7시, 11월 1일부터 다음 해 2월 말까지는 오전 9시 ~ 오후 6시이다. 입장마감은 폐장 1시간 전이다. 개인의 입장료는 어른 2000원, 청소년 및 군인 1000원, 어린이 500원이다. 단체 입장료는 어른 1400원, 청소년 및 군인 800원, 어린이 400원이다.

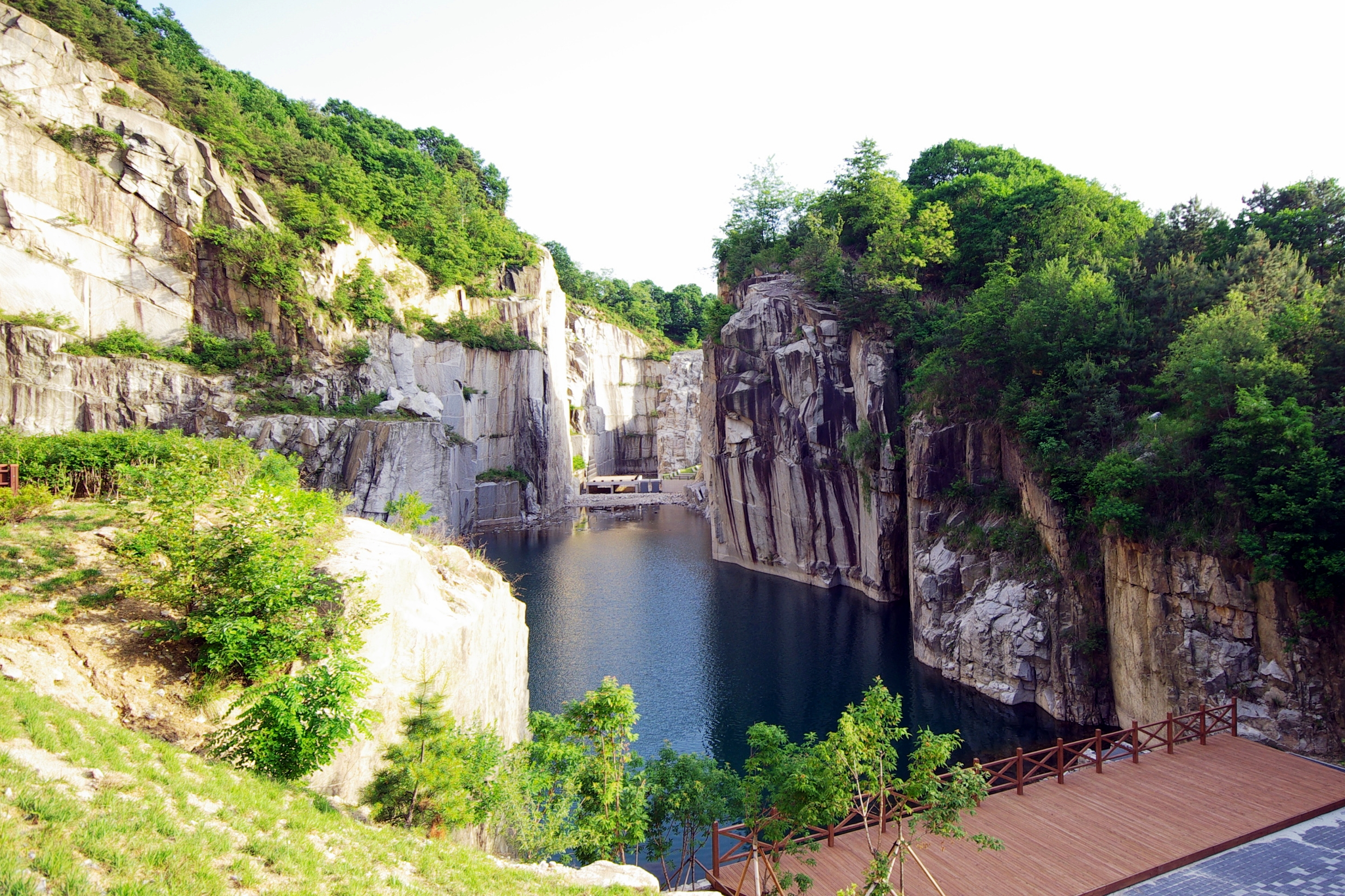
포천 아트밸리 천주호
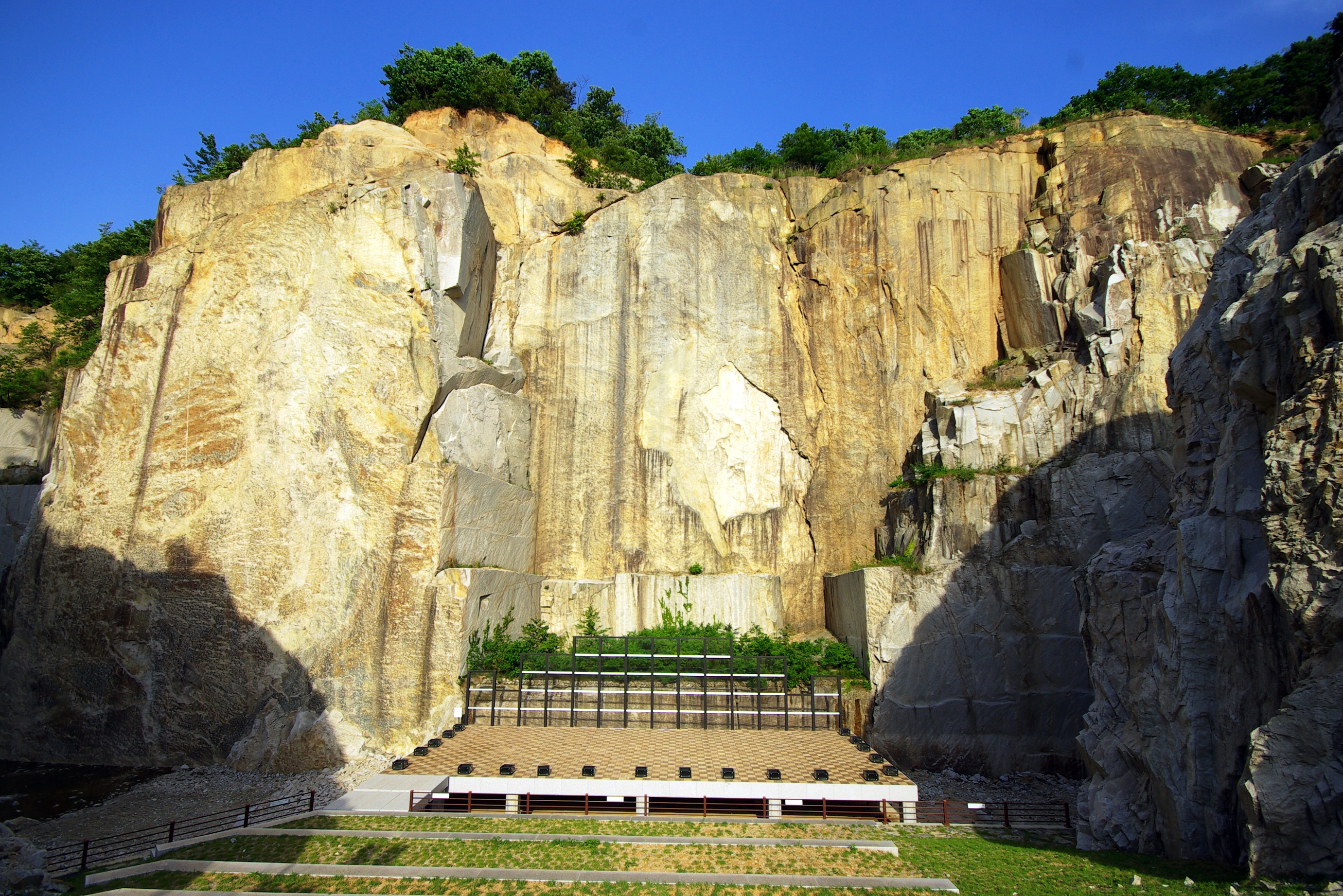
포천 아트밸리 공연장
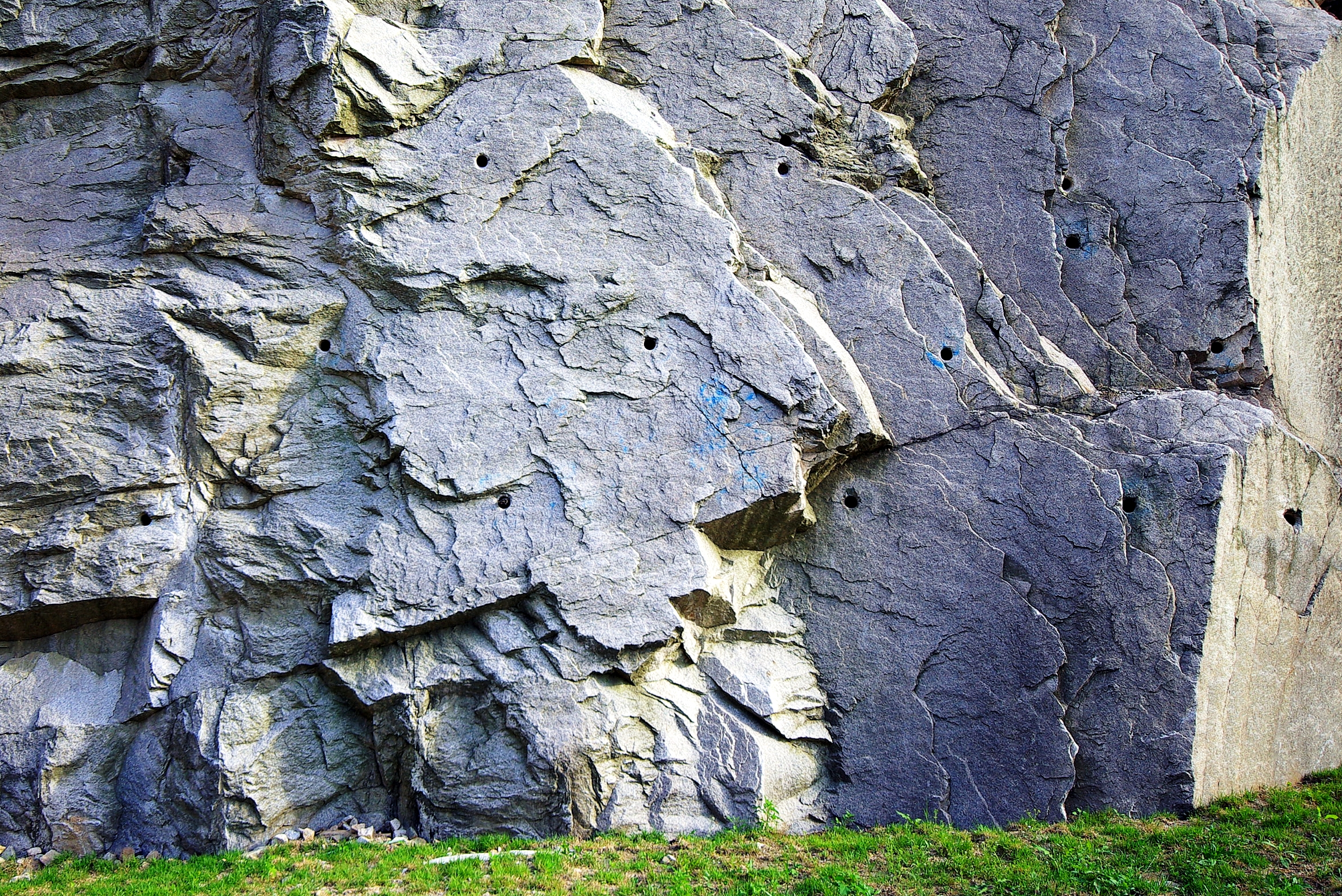
채석장의 흔적을 보여주는 천공흔적

## 문화
한때 포천시 인구는 16만이 넘었다가 2019년 3월부로 14만대로 감소하였다. 이는 시지역이라는 명칭이 무색하게 문화예술, 편의시설이 타시도에 비해 너무나 부족한 측면이 일조를 했다. 물론 개통 예정인 서울 지하철 7호선과 수도권제2순환고속도로등의 서울특별시와의 접근성을 개선하면 자연스럽게 해결될것이다. 서점 역시 작은 동네 서점이 두어 곳 있고 대형 프랜차이즈는 아직 들어오지 않았다.

### 영화관
- 포천CGV시네파크 (경기도 포천시 소흘읍 송우리)

송우리 시가지(경기도 포천시 소흘읍 송우리 일대)에 포천CGV시네파크가 2020년 6월 개관하였다. 5관 403석 규모의 포천시 최초의 멀티플렉스 영화관이다. 포천시 최초 CGV 영화관이라는 점에서 포천시민의 기대를 한 몸에 받고 있다. 멀티플렉스 영화관 개관으로 문화예술 분야의 불모지나 다름없는 포천시에 새로운 문화의 바람이 예상된다. 2024년 개통예정인 서울 지하철 7호선 705번 소흘역(가칭) 맞은편에 위치예정이다. 하지만 포천시 최대의 번화가인 남쪽 송우리(의정부시와 근접해 있어 포천시청쪽이 아닌 소흘읍, 읍지역임에도 포천시 인구가 최대로 몰려있다는 해괴한 사실)에 위치한다는 점에서 포천시청인근 및 북부 시민들은 눈물. (멀티플렉스 : 메가박스, 롯데시네마, CGV)
- 반월아트홀 (포천시청 인근)

물론 포천시청 인근 반월아트홀에서 특정한 날을 택하여 최신영화를 1일 1회 1편 상영을 한다. 매일도 아니고 특정한 날에 1일 1회 최신 영화 1편 상영으로는 다양한 종류의 최근 개봉한 영화를 보는등의 포천시민들이 문화생활을 충분히 즐기기에는 턱없이 부족하다. 이는 포천시 전체에 영화관이 단 한 곳도 없어 포천시에서 대책 강구로 운영중인 것이다.
- 영북면 클라우드 시네마(포천 영북면 작은영화관)

포천시 영북면 클라우드 시네마(포천 작은영화관)가 개관예정이다. 2관 96석의 소규모. 영북면은 포천시 관인면과 더불어 최북부에 위치하고, 강원도 철원군과도 인접한다. 따라서 포천시청인근 또는 송우리 지역 시민들의 이용률은 저조할 것으로 예상되고, 영북면 인근 지역의 군부대와 군부대를 방문한 방문객, 지역주민들이 주 고객으로 예상된다. 첫 상영시간은 9시 30분에서 10시이고 마지막 영화는 오후 9시 30분에서 10시에 시작해 자정까지 영화를 관람할 수 있다. 또 하루에 5, 6편의 영화를 돌려가면서 상영하기 때문에 다양한 장르의 영화를 한 자리에서 감상할 수 있다. 입장료는 일반은 6천원이고 청소년, 군인, 65세 이상의 어르신, 장애우, 국가유공자들은 1천원을 할인한 5천원을 받는다. 또 특수 안경을 쓰고 보는 3G 입체영화는 할인 없이 누구나 8천원을 받는다
- 입점 취소된 멀티플렉스 영화관 (메가박스 이마트포천점)

2017년 입점예정이었던 메가박스 이마트포천점은 포천시 도시과 관계자에 따르면 메가박스에서 포천시로 2016년 말경 문화 및 집회시설에 대한 민간사업 제안이 있었고, 사업자의 계획에 따라 유동적이라는 전제를 달면서도 건축물에 대한 용도변경을 도시계획 심의위원회에서 심의완료했다고 밝혔다. 따라서 대형 극장체인인 메가박스가 2017년 상반기에 이마트포천점 1층 코너에 들어서며, 총 4개관에 400석 규모로 운영될 계획이라고 밝혔다. 하지만 메가박스에서 사업성 문제로 입점이 취소되었는데, 메가박스 이마트포천점이 입점 할 경우 바로 인근 대진대학교와 차의과학대학교, 산업단지가 있는 선단동 지역의 상권을 흡수 할 수 있고 또한 포천시청 인근지역까지 아우를 수 있는 영화관이라는 측면에서 다시 입점되기를 기원한다.

## 의료기관

### 공립종합병원
- 경기도의료원 포천병원: 경기도 포천시 포천로 1648 (신읍동)

### 사립종합병원
- 의료법인일심의료재단우리병원 : 경기도 포천시 소흘읍 호국로 661, 우리병원장례식장: 소흘읍 호국로 661

### 호스피스전문기관
- 모현센터의원 : 경기도 포천시 왕방로 210 (신읍동)

### 병원
- 국군포천병원 : 경기도 포천시 화현면 화동로 564
- 강병원 : 경기도 포천시 포천로 1570 (신읍동)

### 보건소
- 포천시보건소
- 가산보건지소, 관인보건지소, 군내보건지소, 내촌보건지소, 선단보건지소, 소흘보건지소, 신북보건지소, 영북보건지소, 영중보건지소, 이동보건지소, 일동보건지소, 창수보건지소, 포천시화현보건지소
- 길명리보건진료소, 덕둔리보건진료소, 도평리보건진료소, 야미리보건진료소, 오가리보건진료소, 이곡리보건진료소, 정교리보건진료소, 중리보건진료소, 지현리보건진료소

### 의원
- 진병원: 소흘읍 호국로 80
- 성모베스트이비인후과: 소흘읍 솔모루로 55
- 한솔정형외과: 소흘읍 솔모루로 54
- 수한의원: 소흘읍 솔모루로 15
- 서울우리치과: 소흘읍 솔모루로 55
- 메디플러스: 소흘읍 솔모루로 15(2층,클리닉)
- 이&박의원: 소흘읍 솔모루로 9 (내과)
- 김내과: 소흘읍 솔모루로 72
- 메리엘산부인과: 소흘읍 송우로 62
- 현대정형외과: 소흘읍 송우로 69
- 제일소아과: 소흘읍 송우로 79
- 송우밝은안과: 소흘읍 솔모루로 55
- 송우신안과: 소흘읍 솔모루로 75
- 서울의원: 소흘읍 솔모루로 98-8 (정형외과)
- 해맞이신통한의원: 소흘읍 송우로 79
- 늘푸른한의원: 소흘읍 솔모루로 92
- 선우내과: 소흘읍 솔모루로 66-4
- 소망한의원: 소흘읍 송우로 41
- 김형진이비인후과: 소흘읍 솔모루로 71-6
- 준소아과: 소흘읍 태봉로 183
- 연세웰치과: 소흘읍 솔모루로 60-1
- 예치과: 소흘읍 솔모루로 15
- 뜰치과: 소흘읍 솔모루로 9
- 인화병원: 소흘읍 광릉수목원로 745
- 루시나산부인과: 소흘읍 솔모루로 119
- 성모베스트마취통증의학과: 소흘읍 솔모루로 75
- 연세푸른의원: 소흘읍 솔모루로 39
- 포천그린내과: 소흘읍 솔모루로 93-1

## 조직안내
시장
부시장
감사담당관
자치행정국
- 자치행정과
- 기획예산과
- 홍보전산과
- 세정과
- 세원관리과
- 회계과
- 민원토지과
- 교육지원과
- 도서관정책과

복지환경국
- 시민복지과
- 여성가족과
- 노인장애인과
- 친환경정책과
- 환경지도과
- 산림과
- 생태공원과

문화경제국
- 문화체육과
- 관광산업과
- 일자리경제과
- 기업지원과
- 식품안전과
- 평화기반조성과
- 친환경농업과
- 축산과

안전도시국
- 안전총괄과
- 도로과
- 도시정책과
- 친환경도시재생과
- 건축과
- 교통행정과
- 상하수과

## 직속기관
보건소
- 보건정책과
- 감염병관리과

농업기술센터
- 농업지원과
- 기술보급과

## 사업소
한탄강사업소
- 한탄강운영팀
- 한탄강시설팀
- 지질공원팀

## 교육기관
- 포천교육지원청: http://www.goepc.kr

### 관인면
| 학교명       | 주소             | 비고 |
| ------------ | ---------------- | ---- |
| 관인고등학교 | 관인면 관인로20  | 공립 |
| 관인중학교   | 관인면 관인로20  | 공립 |
| 관인초등학교 | 관인면 관인로5   | ?    |
| 중리초등학교 | 관인면 한탄강2로 | 공립 |

### 소흘읍
| 학교명       | 주소                       | 비고 |
| ------------ | -------------------------- | ---- |
| 송우고등학교 | 소흘읍태봉로125            | 공립 |
| 동남고등학교 | 소흘읍솔모루로3번길69      | 사립 |
| 갈월중학교   | 소흘읍 죽엽산로56-12       | 공립 |
| 동남중학교   | 소흘읍솔모루로3번길69      | 사립 |
| 송우중학교   | 소흘읍 송선로18            | 공립 |
| 대경중학교   | 소흘읍 봉솔로23            | 공립 |
| 신봉초등학교 | 소흘읍 송우로 98           | 공립 |
| 이곡초등학교 | 소흘읍 이곡길 5            | 공립 |
| 축석초등학교 | 소흘읍 무란1길 25          | 공립 |
| 추산초등학교 | 소흘읍 솔모루로3번길 52-20 | 공립 |
| 송우초등학교 | 소흘읍 송우로 42           | 공립 |
| 태봉초등학교 | 소흘읍 송선로 8            | 공립 |

### 포천동, 선단동
| 학교명       | 주소                | 비고 |
| ------------ | ------------------- | ---- |
| 포천고등학교 | 월모루로40(신읍동)  | 공립 |
| 포천초등학교 | 신읍길 40           | 공립 |
| 선단초등학교 | 삼육사로2111번길 29 | 공립 |
| 왕방초등학교 | 신북면 학동로 52    | 공립 |

### 군내면
| 학교명         | 주소                  | 비고 |
| -------------- | --------------------- | ---- |
| 포천일고등학교 | 군내면청군로3426      | 공립 |
| 유암초등학교   | 가산면 유교로88번길 8 | 공립 |
| 청성초등학교   | 군내면 솔밭길 12-1    | 공립 |

### 영북면
| 학교명       | 주소             | 비고 |
| ------------ | ---------------- | ---- |
| 영북고등학교 | 영북면 영북로136 | 공립 |
| 영북중학교   | 영북면 영북로214 | 공립 |
| 영북초등학교 | 영북로148번길46  | ??   |

### 일동면
| 학교명       | 주소                | 비고 |
| ------------ | ------------------- | ---- |
| 일동고등학교 | 화동로1079번길 28   | 공립 |
| 일동중학교   | 화동로 1099번길 39  | 공립 |
| 일동초등학교 | 화동로 1019         | 공립 |
| 운담초등학교 | 화동로 1239         | 공립 |
| 지현초등학교 | 화현면 봉화로 926-9 | 공립 |

### 이동면
| 학교명       | 주소               | 비고 |
| ------------ | ------------------ | ---- |
| 이동중학교   | 이동면 늠바위길13  | 공립 |
| 이동초등학교 | 이동면 화동로 2034 | 공립 |
| 노곡초등학교 | 백학면 진목로 26   | 공립 |
| 도평초등학교 | 이동면 도리돌길 21 | 공립 |

### 신북면
| 학교명         | 주소                     | 비고 |
| -------------- | ------------------------ | ---- |
| 포천중학교     | 신북면 중앙로 207번길 65 | 공립 |
| 포천여자중학교 | 신북면 중앙로 197번길 65 | 공립 |
| 삼성중학교     | 신북면 삼성당길 7        | 공립 |
| 외북초등학교   | 신북면 포천로 2199       | 공립 |
| 신북초등학교   | 신북면 청신로 2079-19    | 공립 |
| 삼정초등학교   | 신북면 청신로 947번길17  | ??   |

### 가산면
| 학교명       | 주소                    | 비고 |
| ------------ | ----------------------- | ---- |
| 경북중학교   | 가산면 감암길16         | 공립 |
| 가산초등학교 | 가산면 가산로 309번길25 | 공립 |
| 정교초등학교 | 가산면 정금로77         | 공립 |

### 영중면, 창수면
| 학교명       | 주소                  | 비고 |
| ------------ | --------------------- | ---- |
| 영중중학교   | 영중면 양문로1길23    | 공립 |
| 영중초등학교 | 영중면 호국로 3054    | 공립 |
| 영평초등학교 |                       | 폐교 |
| 금주초등학교 | 2022년 2월 28일       | 폐교 |
| 창수초등학교 | 창수면 옥수로58번길 4 | 공립 |
| 포담초등학교 | 영중면 양문리 808-1   | 공립 |

### 내촌면, 화현면
| 학교명       | 주소                      | 비고 |
| ------------ | ------------------------- | ---- |
| 내촌중학교   | 내촌면 금강로2259번길 7-7 | 공립 |
| 내촌초등학교 | 내촌면 내촌로88           |      |
| 화현초등학교 | 화현면 달인동로1길 29     |      |

## 갤러리

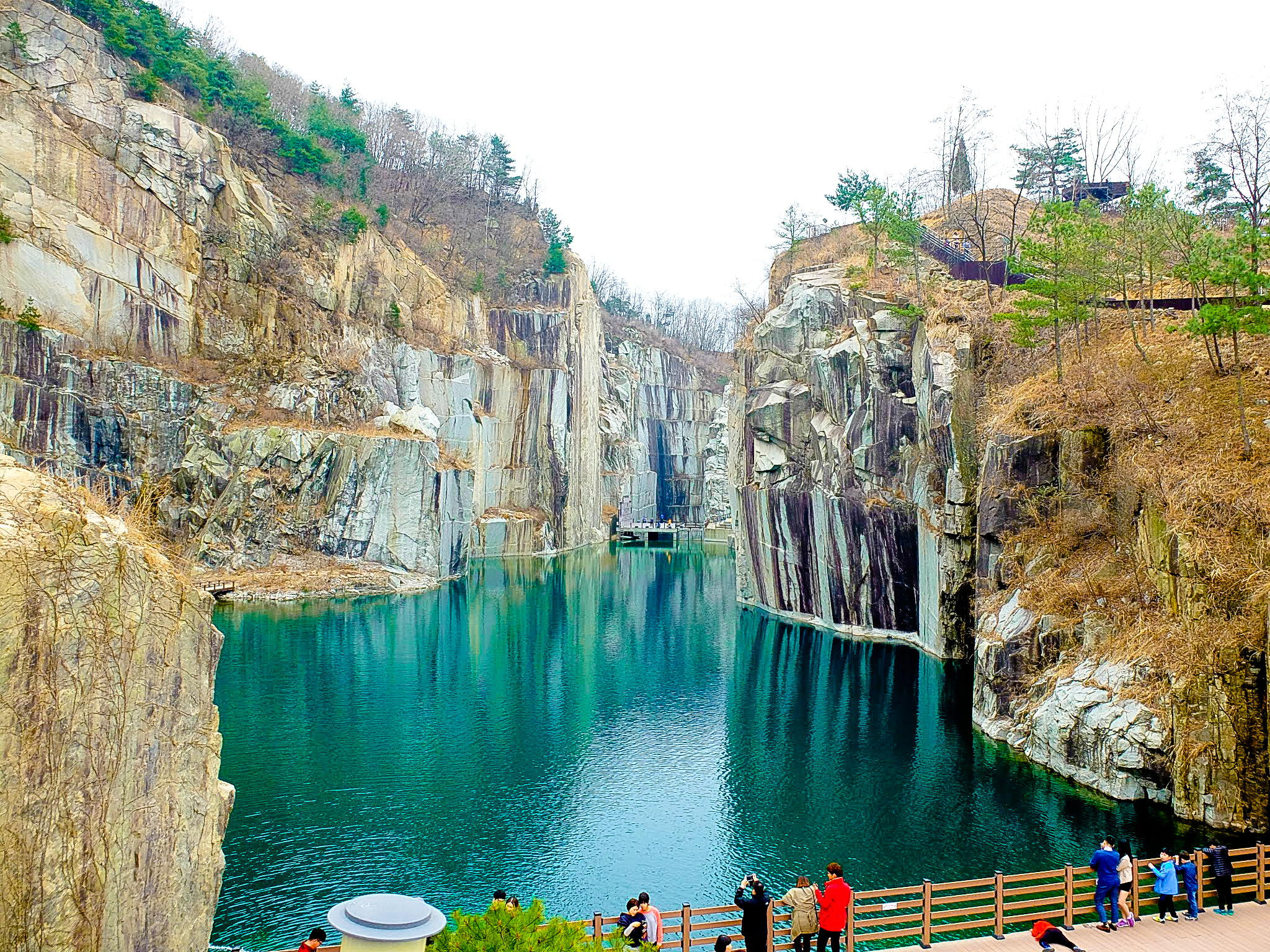
포천 아트밸리 전경
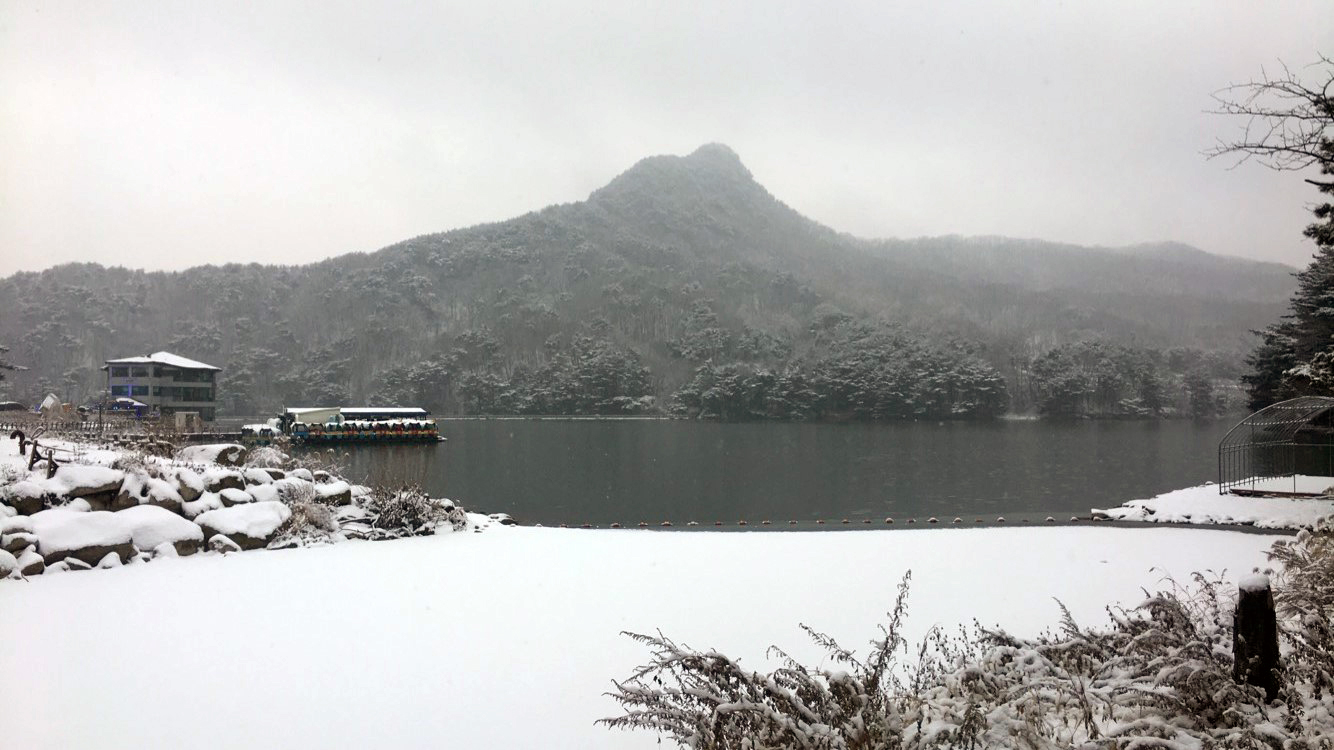
산정호수
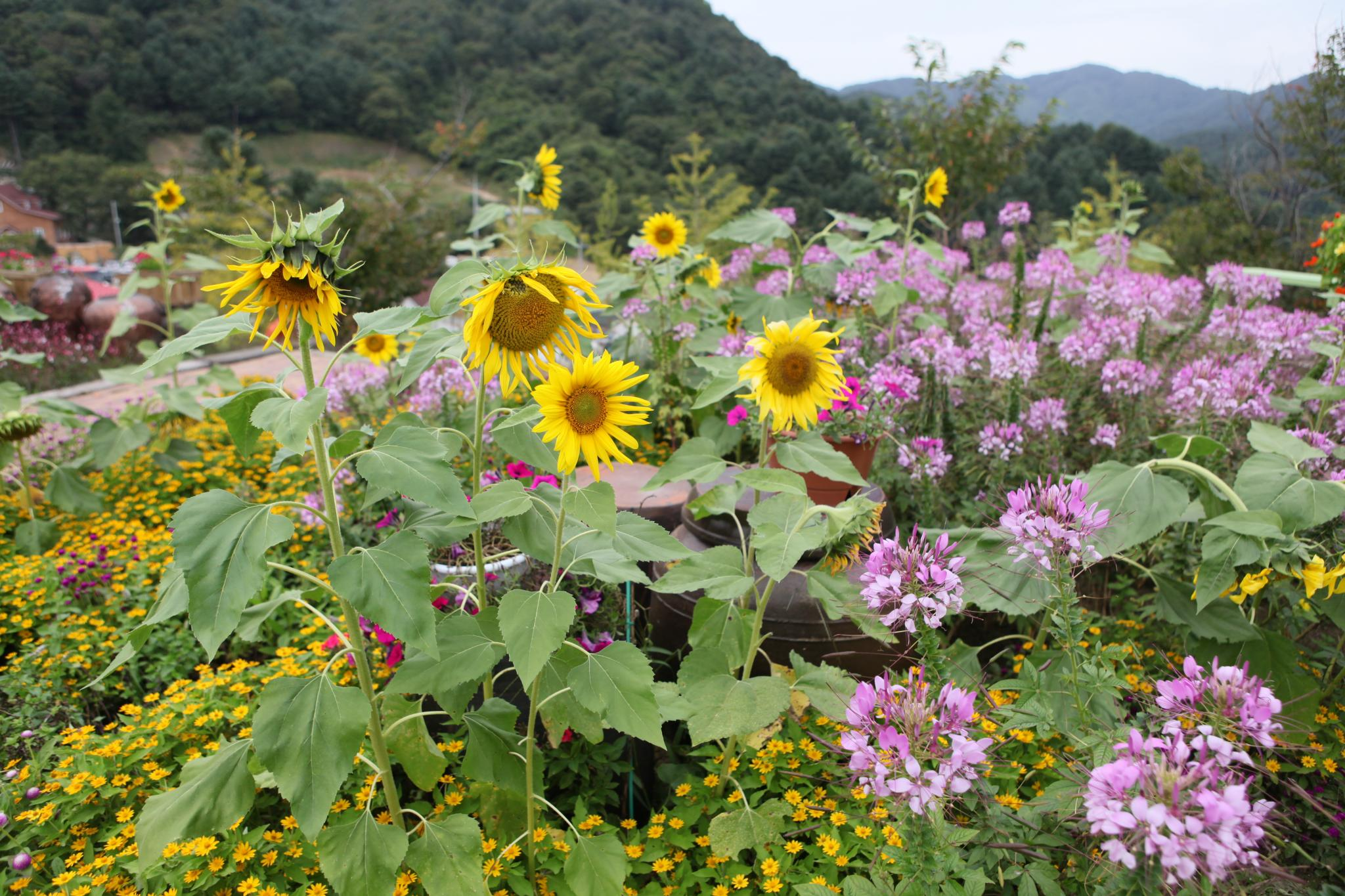
허브아일랜드의 꽃밭에서 피고 있는 꽃들의 모습
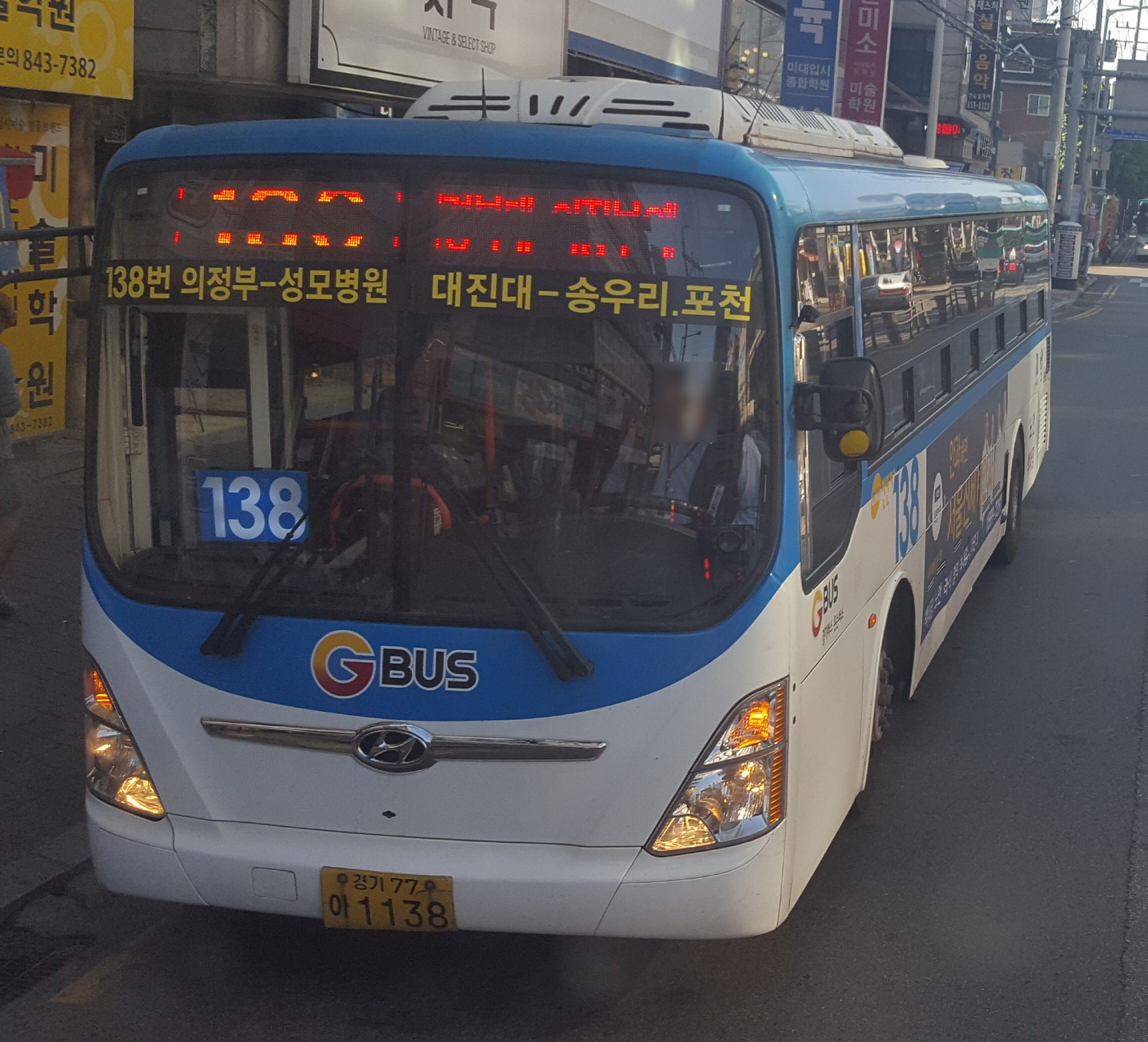
포천교통 소속 포천시내버스 제138번

## 자매 도시
| 지역 & 국가 | 도시                             | 도시                              |
| ----------- | -------------------------------- | --------------------------------- |
| 대한민국    | 서울시                           | 노원구                            |
| 대한민국    | 서울시                           | 중구                              |
| 벨라루스    | 마힐료우주                       | 마힐료우                          |
| 일본        | 야마나시현                       | 호쿠토시                          |
| 중국        | 광시 좡족 자치구(广西壮族自治区) | 허저우시(贺州市)                  |
| 중국        | 산둥성(山东省)                   | 라이우시(莱蕪市)                  |
| 중국        | 안후이성(安徽省)                 | 화이베이시(淮北市)                |
| 중국        | 산시성(山西省)                   | 양취안시(阳泉市)                  |
| 중국        | 헤이룽장성(黑龙江省)             | 자무쓰시(佳木斯) 탕위안현(汤原县) |
| 중국        | 후난성(湖南省)                   | 주저우시(株洲市)                  |
| 태국        | 방콕                             | 방켄                              |

## 같이 보기
- 대한민국의 설치순 도시 목록